# فرنسيسكو روبيو
فرنسيسكو روبيو (بالفرنسية: Francisco Rubio)‏
```
(و. 
1975
 – 
م
) هو 
ممثل
، 
وممثل تلفزيوني
، من 
المكسيك
، ولد في 
مدينة مكسيكو
.
[
2
]
[
3
]
[
4
]
```

## وصلات خارجية
- فرنسيسكو روبيو على موقع IMDb (الإنجليزية)
- فرنسيسكو روبيو على موقع قاعدة بيانات الفيلم (الإنجليزية)
- فرنسيسكو روبيو على موقع كينوبويسك (الروسية)